# (5232) Jordaens
(5232) Jordaens es un asteroide perteneciente al cinturón de asteroides, descubierto el 14 de agosto de 1988 por Eric Walter Elst desde el Observatorio de la Alta Provenza, Saint-Michel-l'Observatoire, Francia.

## Designación y nombre
Designado provisionalmente como 1988 PR1. Fue nombrado Jordaens en honor al 400 aniversario del nacimiento del pintor flamenco de Amberes, Jacob Jordaens. Fue alumno de Adam van Noort y contemporáneo de Pedro Pablo Rubens. Sus pinturas solían representar vida familiar y situaciones populares, como el transcurrir de la vida cotidiana de los pueblos.

## Características orbitales
Jordaens está situado a una distancia media del Sol de 2,853 ua, pudiendo alejarse hasta 3,299 ua y acercarse hasta 2,406 ua. Su excentricidad es 0,156 y la inclinación orbital 12,22 grados. Emplea 1760,41 días en completar una órbita alrededor del Sol.
Los próximos acercamientos a la órbita de Júpiter se producirán el 5 de marzo de 2047, el 15 de julio de 2071 y el 7 de diciembre de 2095, entre otros.

## Características físicas
La magnitud absoluta de Jordaens es 12,2. Tiene 12 km de diámetro y su albedo se estima en 0,209.